# Soldats turcs au sein de l'armée des Tang
Les armées de la dynastie Tang comptent dans leurs rangs d'importants contingents de soldats turcs, qui sont appelés Tujue dans les sources chinoises. Les élites Tang étant originaires du nord de la Chine, une zone alors frontalière avec le Khaganat turc, elles sont familiarisées avec la culture turque; un facteur qui a contribué à l'acceptation par les Tang de l'utilisation de recrues turques. Des représentants des nomades du nord ont donné à l'empereur Tang Taizong le titre de Khagan Céleste (天可汗, tiān kèhán, en vieux turc : 𐱅𐰭𐰼𐰃𐰴𐰍𐰣 trans. Tengri Qaghan) et ce dernier promeut un empire cosmopolite, recrutant et promouvant régulièrement des officiers militaires d'ascendance turque, dont l'expérience de la steppe a contribué à l'expansion vers l'Ouest et le Nord de l'Empire Tang. C'est grâce à cette politique que le général turc Ashina She'er rejoint les rangs des Tang et participe à la conquête par les Tang des royaumes-oasis de Karakhoja, Karachahr et Kucha dans l'actuelle province du Xinjiang. Mais c'est aussi la révolte d'An Lushan, un général d'ascendance Turque, qui conduit au déclin de la dynastie Tang.
Les inscriptions de l'Orkhon, rédigées par les Göktürks, sont très critiques envers les Turcs s'étant mis au service de la dynastie Tang, et les condamnent pour avoir aidé l'empereur chinois à étendre son empire naissant. Il existe une controverse concernant l'impact qu'a eu l'installation de soldats turcs par les Chinois dans les garnisons Tang de l'Asie centrale, dans la diffusion des langues turques dans une région où l'on parle alors principalement des langues indo-européennes.

## Situation
L'Empire de la dynastie Tang est bien plus cosmopolite et diversifié que celui de la dynastie Han, qui avait régné sur la Chine quelques siècles plus tôt,. Les élites de la dynastie Tang, originaires du Nord de la Chine et voisins du Khaganat turc, s'intéressent à la culture turque et se mêlent aux gens des steppes. Parmi les preuves de cette influence culturelle, on trouve dans un des poèmes écrits sous les Tang la description d'une yourte, et une actrice turque a été accueillie dans le Palais de l'empereur où elle a donné une représentation. Dès la période de transition des Sui aux Tang, Tang Gaozong, le fondateur de la dynastie, utilise des alliés/mercenaires turcs pour combattre et vaincre ses rivaux dans la course au trône. Plus tard, à la suite de la défaite du Khaganat des Turcs Orientaux face aux troupes de la dynastie Tang ; Tang Taizong, le fils et successeur de Gaozong, autorise les vaincus à s'installer le long des frontières de son Empire. C'est à partir de cette période que des officiers turcs de l'ancien Khaganat sont recrutés comme généraux dans l'armée de Tang, et l'expérience de la guerre dans les steppes qu'ils apportent aux Chinois contribue grandement aux succès militaires de ces derniers.

### L'empereur Taizong et le multiculturalisme

L'empereur Taizong, le « Khagan Céleste » des steppes.

L'empereur Tang Taizong (nom personnel : Li Shimin) connaît la culture des nomades des steppes et applique des stratégies militaires impliquant les tactiques de ces derniers, alors qu'il n'est encore qu'un Prince. Taizong est un cavalier habile, et lors d'une célébration de sa victoire et de son ascension sur le trône, il sacrifie un cheval dans un rituel issu d'une pratique religieuse turque. Lors des combats marquant le début de la dynastie Tang, il réussit à surclasser la cavalerie lourde de la dynastie Sui grâce à sa cavalerie légère, caractéristique de la guerre des steppes. Taizong partage des relations personnelles avec ses alliés turcs en tant que Prince, qui sont renforcées par des serments de frères de sang. Ses succès ultérieurs en tant qu'empereur contre les armées d'Asie centrale par l'usage de la force, de la diplomatie et en pratiquant une politique de diviser pour mieux régner, sont le résultat de ses premières expériences avec la culture turque.
L'adoption par Taizong du titre de Kaghan céleste est utilisée pour légitimer son rôle et sa domination des territoires Turcs en tant que Khan des steppes et pas simplement comme un empereur chinois conquérant, ce qui aurait été le cas s'il avait mis en avant son titre de fils du ciel. Il apprécie son titre de Kaghan et cherche sincèrement à assumer son rôle de dirigeant de l'Asie centrale. C'est ainsi qu'il a cherché à consolider son titre de Kaghan en organisant un rassemblement de dirigeants turcs dans la forteresse de Lingzhou pendant les dernières années de son règne, pour reconfirmer son titre.
Bien que symbolique, le titre de Kaghan céleste montre l'attitude ouverte de Taizong face à l'existence d'un empire Tang multiculturel et ethniquement diversifié. Taizong est fier de ses politiques de promotion de l'égalité ethnique, et aurait dit que

« Depuis les temps anciens, les empereurs ont tous apprécié les Chinois et dépréciés les Barbares. Je suis le seul à les voir comme égaux. C'est pourquoi ils [les Barbares] me voient comme quelqu'un de leur famille. »

Taizong a une attitude paternaliste envers ses sujets et croit qu'il est de son devoir de traiter les différents groupes ethniques chinois et étrangers comme étant égaux devant le même souverain. Le point de vue de Taizong influence la politique de l'État, puisque son gouvernement recrute des Turcs et autres soldats non Han dans l'armée Tang. Les soldats turcs sont ensuite promus à des grades supérieurs comme commandants et généraux, suivant leur mérite. Cette volonté de traitement égal va loin, chacun pouvant recevoir les plus grands honneurs, sans considération d'origine ethnique. Un bon exemple en la matière concerne le patronyme « Li ». C'est celui des membres du clan impérial de la Dynastie Tang et il est tabou, car seuls les membres de ce clan peuvent le porter. De temps à autre, Taizong autorise certaines personnes à porter ce patronyme à la place du leur, comme une récompense pour leur service. Parmi les personnes ayant reçu cet honneur, on trouve aussi bien des officiers « Han » que des officiers non Han.
Les relations entre les Tang et les Turcs aurait peut-être été encore plus approfondie si le Prince héritier Li Chengqian, un turcophile, était monté sur le trône comme successeur de Taizong. En effet, si l'on en croit ce qu'écrit l'historien chinois Sima Guang dans le Zizhi Tongjian, Li Chengqian avait embrassé avec enthousiasme les coutumes turques:

« Il [Chengqian] aimait imiter les discours turcs et leur manière de s'habiller. Il choisissait parmi ses proches ceux qui avaient des traits turcs et les regroupait en groupes de cinq, leur faisait tresser leurs cheveux, porter des peaux de mouton et garder des troupeaux de moutons. Il avait fait fabriquer cinq bannières et tentes à tête de loup et mis en place des yourtes. Le Prince héritier y prit sa résidence, rassembla des moutons et les cuisina, et puis, tirant son couteau de sa taille, il coupait la viande et laissait tout le monde manger. »

Mais Chengqian n'est jamais devenu empereur et a perdu son statut de Prince héritier, après que Taizong ait découvert ses plans pour usurper le trône. Il est exilé par son père et meurt en simple roturier.

## Campagnes militaires des Tang menées par des généraux turcs

Carte des campagnes des Tang contre les cités-royaumes des oasis du bassin du Tarim. Le général turc Ashina She'er assure le commandement des campagnes contre Karachahr et Kucha.

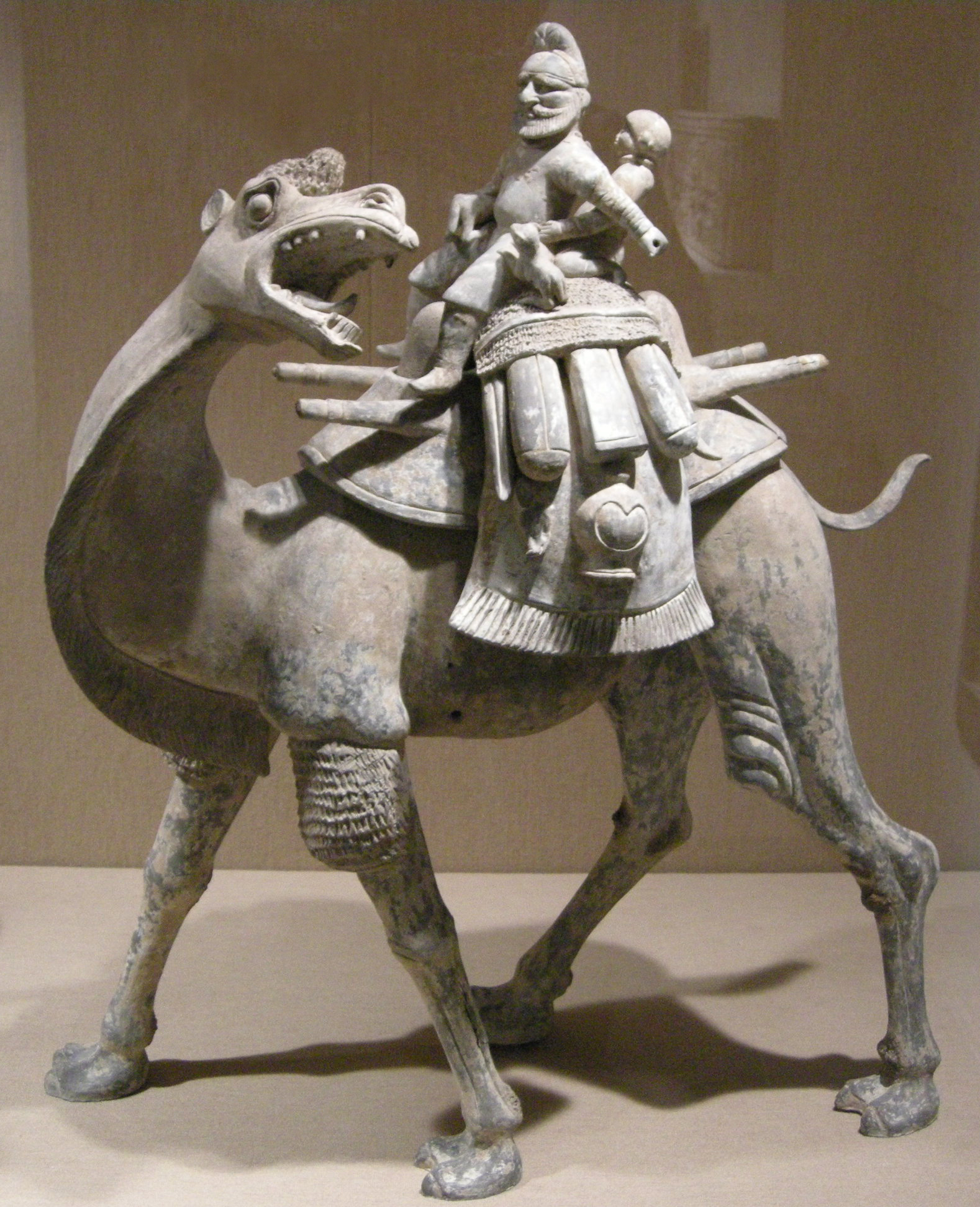
Chameau avec son chamelier. Terre cuite de la Dynastie Tang

Ce sont des généraux turcs qui mènent un grand nombre des campagnes militaires qui permettent à la dynastie Tang d'établir sa domination sur une grande partie de l'Asie centrale. Au total, dix Turcs sont devenus des généraux des Tang, atteignant ainsi la plus haute position au sein de l'armée chinoise,. C'est ainsi qu'Ashina She'er, l'ancien souverain de Beshbaliq et Karakhoja (r: 630-635) et membre du clan Ashina, est recruté comme général par les Tang en 635. Pour son premier fait d'arme au service de la Chine, il combat en 640, en tant que commandant au service de Guo Xiaoke, le protecteur-général du Protectorat d'Anxi, pour mater la rébellion de son ancien royaume de Karakhoja. En 648 She'er est choisi comme général pour commander une expédition militaire contre Karachahr. Cette cité-royaume du bassin du Tarim avait déjà été vaincue en 644 par une expédition militaire des Tang commandée par Guo Xiaoke, pour la punir d’être devenue une vassale des Turcs occidentaux. Un souverain loyal aux Tang nommé Long Lipozhun avait été installé sur le trône après cette première invasion de Karachahr, mais il est très vite déposé par les Turcs Occidentaux et remplacé par son cousin Xue Apo'anazhi à la suite d'une révolte. Ashina She'er mate la cité révoltée au terme d'une campagne-éclair et installe sur le trône Xiannazhun, un cousin Pro-Tang de Long Lipozhun. Après cette victoire, il attaque immédiatement le Royaume de Kucha, un État voisin qui avait soutenu Karachahr pendant sa guerre contre les Tang. She'er prend la ville au terme d'un siège de 40 jours en janvier 649 et repart vers la capitale des Tang... avant d’être obligé de faire demi-tour pour de nouveau attaquer la ville, qui s'est offerte aux Turcs quelques jours après son départ. She'er retourne à Kucha, reprend la ville et met au pas la population en se livrant à de sanglantes représailles.
L'empereur Taizong lui-même s'est préoccupé des blessures reçues par ses généraux turcs Qibi Heli et Ashina Simo lors de la campagne qu'il mène contre le royaume coréen de Koguryo.
Ashina Zhong, le frère de She'er, sert également comme général turc au service de la dynastie Tang. En 655, il est convié à assister à une représentation de musique militaire organisée par l'empereur Tang Gaozong, le fils et successeur de Taizong. Un autre membre du clan turc des Ashina, Ashina Helu, sert brièvement comme commandant de l'armée Tang dans le Gansu avant de devenir le Kaghan du Khaganat des Turcs Occidentaux. Pendant son règne, les tribus turques sont unifiées sous la coupe d'un seul chef. Cependant, comme Helu lance régulièrement des raids contre le territoire des Tang, l'empereur Gaozong finit par organiser une expédition militaire en 657 pour mater définitivement les Turcs Occidentaux,. Cette campagne est dirigée par le général Su Dingfang, qui a sous ses ordres Ashina Mishe et Ashina Buzhen, deux commandants Turcs opposés à Helu. Helu est vaincu par Dingfang et capturé par les troupes des Tang, tandis que les territoires des Turcs occidentaux sont intégrés au protectorat d'Anxi,.
Gaozong récompense Mishe et Buzhen pour les services qu'ils ont rendus aux Tang en les nommant dirigeants de dix tribus des Turcs occidentaux. Ces tribus sont divisées entre les deux cousins, Buzhen recevant les cinq tribus vivant le plus à l'ouest et Mishe celles le plus à l'est. En 685, les fils de Mishe et Buzhen partent de Chang'an, où ils résidaient, pour partir vers l'ouest et succéder à leurs pères. Leur carrière de dirigeants turcs fut de courte durée; l'un étant rapidement renversé par ses sujets et l'autre est déposé en 690 par le second Khaganat Turc qui vient d'envahir son territoire.
An Lushan est un général Tang d'ascendance mixte turque et sogdienne, qui sert les Tang près d'un siècle après les victoires des Ashina. Il déclenche une révolte entre 755 et 763, la révolte d'An Lushan, qui ravage la Chine et affaiblit gravement la dynastie Tang. Contrairement à la majorité des officiers militaires turcs, An Lushan ne sert pas les Tang comme général dans une garnison sur la frontière, mais occupe un poste de haut fonctionnaire et est étroitement impliqué dans la politique de la Cour impériale. La dynastie se serait certainement effondrée sans l'aide de leurs alliés du peuple turc des Ouïghours, bien que ces derniers se comportent plus souvent comme des mercenaires avides d'argent que comme des alliés fidèles. Cette rébellion diminue l'enthousiasme des Tang pour le cosmopolitisme, qui était jusque-là une caractéristique de la dynastie.
Les inscriptions de l'Orkhon, un mémorial érigé par les Turcs, déplorent l'influence des Tang sur les Turcs et l'adoption par les Turcs des titres chinois:

« Le peuple turc a laissé son État.... tomber en ruine... ses fils dignes de devenir des seigneurs sont devenus des esclaves, et leurs filles dignes de devenir des dames sont devenus des servantes pour le peuple chinois. Les seigneurs turcs abandonnèrent leurs titres turcs. Ces seigneurs qui étaient en Chine ont pris des titres chinois et ont obéi à l'empereur chinois et l'ont servi pendant 50 ans. Pour le bénéfice des Chinois, ils conduisent des campagnes jusqu'aux [terres de] Bukli Qaghan à l'est, où le soleil se lève, et jusqu'à la porte de fer dans l'Ouest. Ils ont conquis des pays au profit de l'empereur chinois,. »

Les inscriptions, faites pour commémorer les élites du second Khaganat Turc, soulignent l'importance de la loyauté entre un Kaghan et ses sujets. Les Turcs qui ont rejoint les Tang sont condamnés et la désunion des tribus turques est blâmée comme un manque de respect envers l'autorité du Kaghan.

## Impact historique

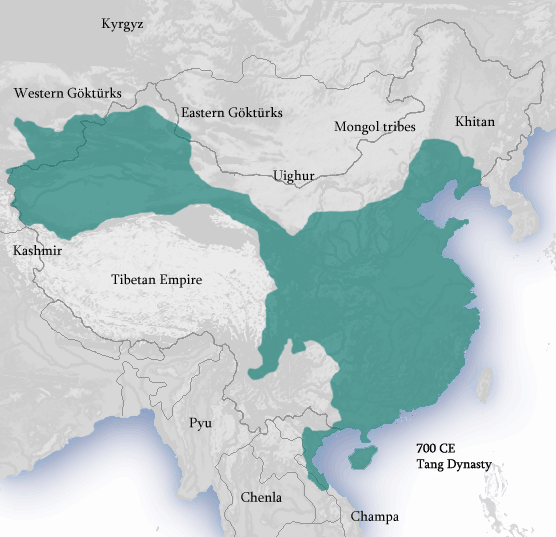
Les territoires de la dynastie Tang vers l'an 700.

Certains historiens, comme René Grousset et Howard J. Wechsler, ont affirmé que les campagnes des Tang marquent la fin du Xinjiang indo-européen, car c'est à ce moment que les influences linguistiques et culturelles turques se seraient propagées en Asie centrale,. La Chine des Tang serait responsable de l'afflux de migrants turcs, en raison du grand nombre de Turcs qui ont servi dans l'armée chinoise comme soldats et officiers pendant les expéditions militaires de la dynastie,,.
Cette thèse ne fait pas l'unanimité et est combattue par d'autres historiens, comme Edward H. Schafer. Ce dernier souligne le fait que la culture indo-européenne de Kucha a prospéré au cours des VIIe et VIIIe siècles, la musique kuchéenne étant populaire dans la capitale Tang, en partie en raison de l'arrivée de musiciens kuchéens à la Cour des Tang. Schafer voit la Tuquification du bassin du Tarin comme un développement ultérieur, qui a lieu après la fin de la dynastie Tang et n'a aucun rapport avec le protectorat que les Tang avaient instauré dans le bassin du Tarin.
La dynastie Tang décline après la révolte d'An Lushan, et finit par disparaître en 907. Cette disparition marque le début de la Période des Cinq Dynasties et des Dix Royaumes, une ère de bouleversements marquée par le morcellement de l'ancien empire des Tang en une mosaïque de royaumes, dont plusieurs sont gouvernés par des familles d'ascendance turque. Ainsi, ce sont les Turcs de la tribu Shatuo qui fondent le royaume des Tang postérieurs en 923, celui des Jin postérieurs en 936, et enfin celui des Han postérieurs en 947.